# Nathaniel Mubukwanu
Nathaniel Mubukwanu (* 26. September 1969) ist ein sambischer Politiker der Patriotic Front (PF).

## Leben
Mubukwanu absolvierte ein Studium der Entwicklungshilfe, das er mit einem Bachelor of Arts (B.A. Development Studies) abschloss, und war danach als Fachmann für Entwicklungshilfe tätig. Er wurde als Kandidat der Patriotic Front (PF) bei der Wahl am 20. September 2011 zum Mitglied der Nationalversammlung Sambias gewählt und vertrat dort bis 2016 den Wahlkreis Mongu Central. Im Februar 2013 wurde er von Präsident Michael Sata als Provinzminister für die Nordwestprovinz in dessen Kabinett berufen. Nach dem Tode Satas am 28. Oktober 2014 behielt er dieses Amt auch im Kabinett dessen kommissarischen Nachfolgers Guy Scott.
Im Kabinett von Edgar Lungu, der am 25. Januar 2015 das Amt des Präsidenten übernahm, wurde er im Januar 2015 Provinzminister für die Südprovinz. Nach der Wahl vom 11. August 2016 wurde er von Präsident Lungu als Vertreter der PF für einen der acht vom Präsidenten zu vergebenden Sitze der Nationalversammlung Sambias benannt. Bei einer Kabinettsumbildung im September 2016 wurde er nunmehr zum Provinzminister für die Westprovinz ernannt, während Edify Hamukale als sein Nachfolger neuer Provinzminister für die Südprovinz wurde.